# Gressela
Gressela är en bebyggelse i Hanhals socken i Kungsbacka kommun. Från 2015 avgränsar SCB här en småort.